# Eulenbergstraße 3 (Grebenstein)

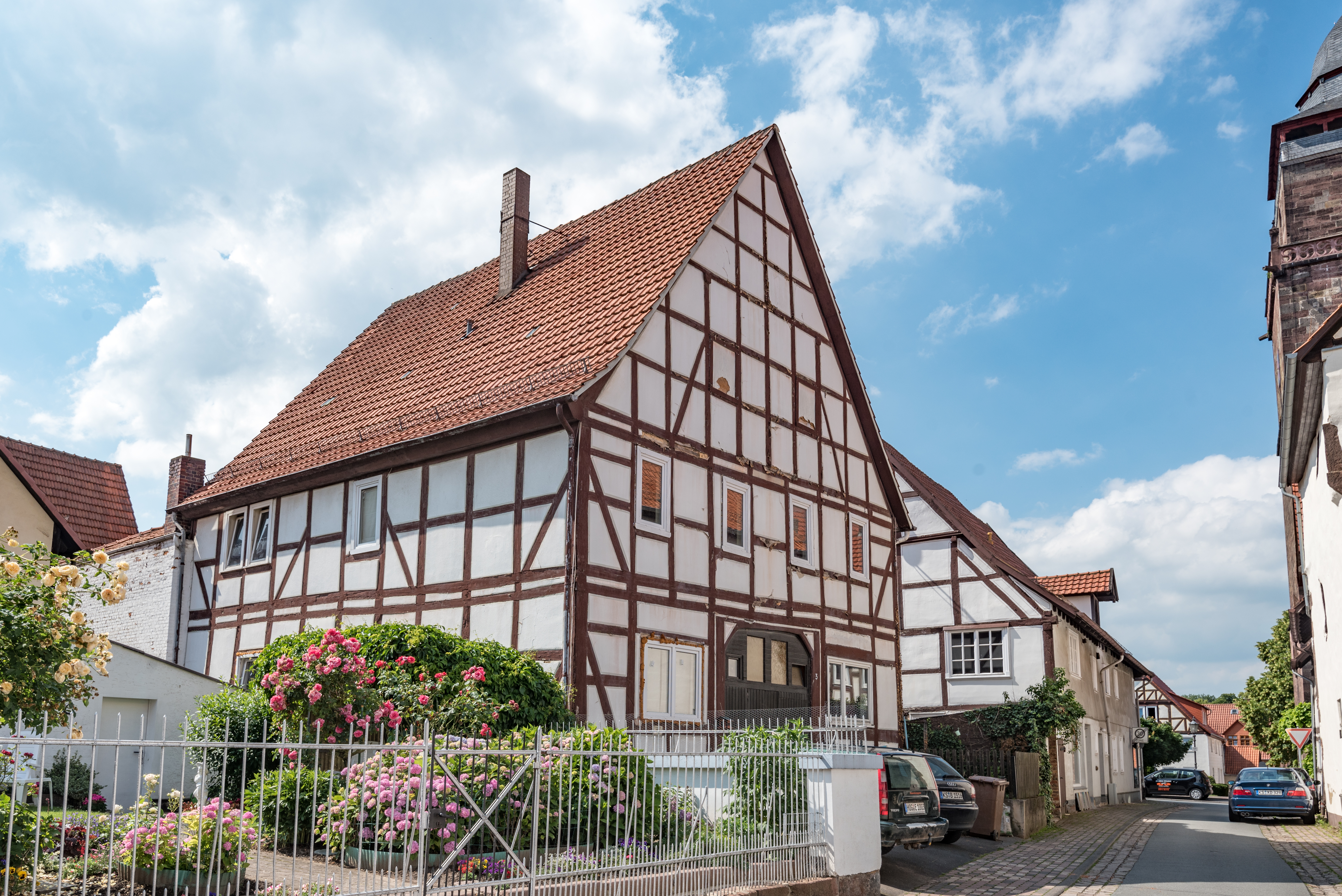
Fachwerkhaus Eulenbergstraße 3 in Grebenstein

Das Gebäude Eulenbergstraße 3 in Grebenstein, einer Stadt im Landkreis Kassel in Nordhessen, wurde um 1800 errichtet. Das Fachwerkhaus ist ein geschütztes Kulturdenkmal.
Der zweigeschossige Rähmbau mit schlichtem Fachwerk mit umlaufendem Stichgebälk entspricht dem Typ eines Längsdielenhauses.
Der Torrahmen ist an der Giebelseite erhalten.  